# 圣伊波利特 (康塔尔省)
圣伊波利特（法語：Saint-Hippolyte，法語發音：[sɛ̃.t‿ipɔlit] ⓘ）是法国康塔尔省的一个市镇，位于该省中北部，属于莫里亚克区。

## 地理
圣伊波利特（45°13'27"N, 2°42'16"E）面积13.92 平方千米，位于法国奥弗涅-罗讷-阿尔卑斯大区康塔爾省，该省份为法国中南部省份，位于法國中央高原中心，北起科雷兹省、上盧瓦爾省和多姆山省，西接洛特省和科雷兹省，南至阿韦龙省和洛特省，东临上盧瓦爾省和洛泽尔省。
与圣伊波利特接壤的市镇（或旧市镇、城区）包括：阿普雄、谢拉德、科朗德尔。

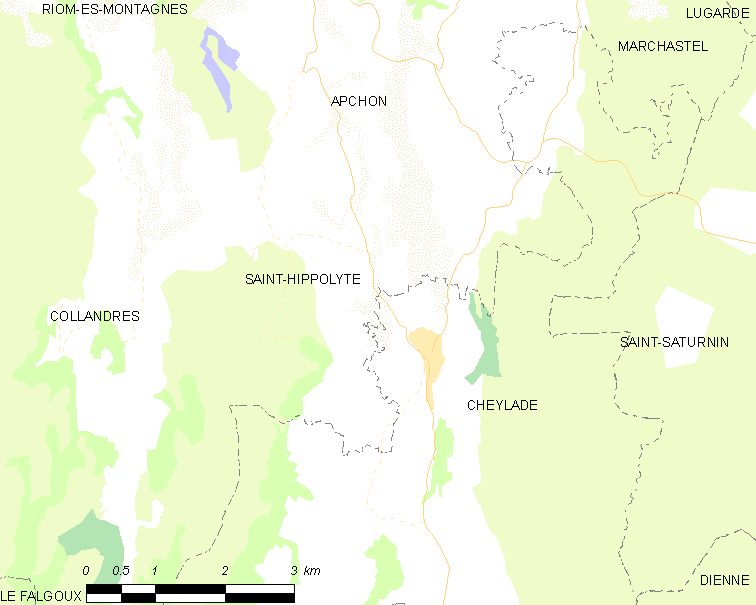
的OSM定位图

圣伊波利特的时区为UTC+01:00、UTC+02:00（夏令时）。

## 行政
圣伊波利特的邮政编码为15400，INSEE市镇编码为15190。

## 政治
圣伊波利特所属的省级选区为里永埃斯蒙塔涅县。

## 人口

1962-2008年间人口变化图示

圣伊波利特于2022年1月1日时的人口数量为98人。